# Lumbrineris nonatoi
Lumbrineris nonatoi är en ringmaskart som beskrevs av Ramos 1976. Lumbrineris nonatoi ingår i släktet Lumbrineris och familjen Lumbrineridae. Inga underarter finns listade i Catalogue of Life.